# Amster József
Amster József (Budapest, 1886. augusztus 7. – ?, 1934 vagy utána) iparművész, fényképész.
Középiskolát és festőiskolát végzett, és emellett kitanulta a fényképész szakmát. Még 1901-ben, mint díszletfestő elvégezte a Nagy Lázár vezette ipari festők rajztanfolyamát.
1910-ben már hirdetése jelent meg a Grafikai szemle című szakfolyóiratban, a Budapest VII. kerületi, Rózsa utca 35. számú ház első emeleti műtermét reklámozva. 1913–1914-ben a Budapesti Czim- és Lakásjegyzék fényképészei között a Wesselényi utca 41-ben találjuk, majd pedig az Erzsébet körút 24. alatt, ezt a műtermét 1917-ben már a Színházi Élet című lapban hirdette. Itt alapította meg 1922-ben Földes Imre festőművésszel a „Téma” névre keresztelt vállalkozásukat. A plakáttervező műteremben plakátokat, címkéket, díszleteket terveztek és dolgoztak ki adott témákra.  1923-ig szintén az ő tulajdonát képezte egy a Rákóczi út 36. szám alatt volt műterem is.
1912-ben fényképészeti nagydíjat nyert Londonban egy világkiállításon. Az első világháborúban tett szolgálataiért megkapta a Bronz Vitézségi Érmet, a Károly-csapatkeresztet és a német Vaskeresztet, valamint 1916-ban a harctéren készített képeiért díszoklevéllel jutalmazták. 1920-ban a Magyar Fényképészek Országos Szervezetének választmányi tagja volt. 1921-ben a fényképészeti kiállítás pályabizottsága által odaítélt állami aranyérmét, valamint az Orell Füssli svájci vállalat díját is elnyerte. Egy 1923-ban rendezett képzőművészeti kiállításon pedig a nagy ezüstéremmel díjazták munkáját. 1925-ben a Kézművesipari Tárlat ezüstérmét kapta.
1921 novemberében, 4 másik fényképészhez (Hirsch Károly, Rónai Dénes, Váradi Adolf és Kis Pál) hasonlóan fényképet adományozott a fényképészeti múzeumnak. 1922-ben az Erzsébet körúti műtermében Téma nevű közös vállalkozást indított Földes Imrével: plakátok, címkék, díszletek tervezését vállalták megadott témában.Az ugyanezen év júniusában megrendezett Országos fényképész- és rokon-ipari kiállítás egyik rendezője és (mint szakfényképész) kiemelt kiállítója volt, szeptemberben pedig a Színházi Világ című folyóirat adta hírül, hogy Amster visszatért németországi tanulmányútjáról, amin Berlinben, Münchenben és Lipcsében látogatott meg fotóművészeket, s megismerhette náluk a német fotóipar legújabb eredményeit. 1931-ben a berlini fényképészeti főiskola tanárává nevezték ki.
Képriportjai már az 1913-ban indult Az Érdekes Ujság hasábjain is megjelentek, aminek az 1916-ban meghirdetett harmadik háborús 3000 Koronás harctéri pályázatán két képpel is indult – aminek fotóiból egy 10 részletben megjelent háborús albumot is kiadtak. A Színházi Élet című hetilapban gyakran jelentek meg felvételei. Itt, 1921-ben írták le róla, hogy egyedi stílusú képeit a mély tónus jellemzi, aktokat, portrékat és színházi fotográfiákat készített.
A filmvilág és a színházi élet 1920–1930-as éveiben dolgozó legszorgalmasabb képi krónikásai között tartják számon. Készített fotót például Karinthy Frigyesről, Böhm Arankáról, Kemény Simonról, Sárvári Annáról (Juhász Gyula szerelméről), de Obitz Gábor labdarúgóról is. 1922-ben Püspöki Erzsébet becsületsértési pert nyert ellene egy 12 évvel korábban készült kép miatt, amit megkérdezése nélkül használt fel képeslapnak. 1928-ban az ő műtermében készült a Ferencváros azon díszes tablója, ami azokról a játékosokról készíttetett, akik az 1926/27 és az 1927/28 évi bajnokság mérkőzésein szerepeltek az egyesület színeiben.
Az 1920-ban Beöthy Zoltán által alapított Turul Film operatőreként is dolgozott. Mint fényképész részt vett az előbbi filmstúdó első, 1920-ban bemutatott A nap lelke című, 1928-ban pedig a Mária nővér című (a magyar Filmalap és Pekár Gyula által nagy vihart kavart) magyar film munkálataiban, amit 1929-ben mutattak be.
1924-ben jelent meg a Magyar Fotografia (így, „a”-betűs írásmóddal), a Budapesti Fényképészek Ipartestületének és a Magyar Fényképészek Országos Szervezetének – vagyis a
hivatásos fotográfusoknak – a hivatalos közlönyében A filmezésről című cikke.
1927-ben Amster Józsefnél szabadult fel díszoklevéllel Hajnal István fotóriporter, a kötelező inas és segédévei után.
Az Országos Széchényi Könyvtár Színháztörténeti Tárának gyűjteményében található egy fotója, ami leírása szerint 1934-ben a Terézkörúti Színpad egyik kabaréjelenetéről készült, a szereplők: Fenyő Árpád, Komlós Vilmos, Sass Olga és Boross Géza.